# Crazy Monkey Studios
Crazy Monkey Studios is een Belgisch spelontwikkelaar. Het bedrijf is opgericht in 2010. Crazy Monkey Studios bevindt zich in Kontich, België.

## Geschiedenis
Crazy Monkey Studios werd in 2010 opgericht door Steven Verbeek en Martijn Holtkamp, nadat ze elkaar ontmoet hadden op een beurs. Samen hebben ze kort daarna het spel Empire: The deck building strategy game ontwikkeld met beperkte financiële middelen. Het spel werd gelanceerd op iOS en Android.

## Games
- Empire: The Deck Building Strategy Game (2013, iOS)[1]
- Guns, Gore and Cannoli: lanceringsdatum: 30 april 2015 op Steam[2]